# Acremonium borodinense
Acremonium borodinense är en svampart som beskrevs av Tad. Ito, Okane, Nagak. & W. Gams 2000. Acremonium borodinense ingår i släktet Acremonium, ordningen köttkärnsvampar, klassen Sordariomycetes, divisionen sporsäcksvampar och riket svampar.   Inga underarter finns listade i Catalogue of Life.